# Handelsvordering
Handelsvorderingen zijn een boekhoudkundige rekening met alle uitstaande geldclaims die betrekking hebben op verkopen waarvan de betaling nog niet geïnd is. Boekhoudkundig worden handelsvorderingen als kortetermijn-activa beschouwd (in het Belgische MAR onder rekeningnummer 40). Bij vermoeden van wanbetaling worden de rekeningen voor het betreffende bedrag overgeboekt naar dubieuze debiteuren. Naast handelsvorderingen bestaat ook de rekening handelsschulden, die betrekking heeft op de eigen aankopen die nog niet betaald zijn.
Aangezien handelsvorderingen als kortetermijnactiva beschouwd worden, vormen ze samen met cash en voorraden een belangrijk onderdeel van de terugbetalingscapaciteit voor de kortetermijnschulden. Zo worden handelsvorderingen opgenomen in de current ratio en quick ratio.